# 西濱大橋
西濱大橋為跨越濁水溪、接連接彰化縣大城鄉及雲林縣麥寮鄉的橋樑，台61線、台17線的一部份。

## 結構

### 車道配置
配置四個快車道、四個慢車道，中間快車道為台61線，外側則是台17線。快慢車道互不相通。